# Echimys saturnus
Echimys saturnus é uma espécie de roedor da família Echimyidae.
Pode ser encontrada no Peru e Equador.Este roedor é noturno e arbóreo.Nidifica em árvores ocas.As fêmeas parecem ter só um ou dois filhotes.Encontra-se em premontano e em floresta tropical de planície.